# Багряж
Багря́ж (рос. Багряж) — річка в Сарапульському та Кіясовському районах Удмуртії, Росія, ліва притока Шехостанки.
Річка починається на південний схід від села Виєзд Сарапульського району. Протікає на північний захід до села Виїзд, потім повертає на південний захід до кордону із Кіясовським районом. Далі ділянка річки є природним кордоном між районами в такому порядку — 1 км як кордон, потім 1 км по території Сарапульського району, потім ще 1 км знову кордон. Майже вся течія заболочена. Приймає декілька дрібних приток. Нижня течія проходить через лісові масиви.
На річці розташоване село Виєзд, майже в гирлі Межовки — село Юрино.